# My Own Prison
My Own Prison (englisch für Mein eigenes Gefängnis) ist das Debütalbum der US-amerikanischen Rockband Creed aus dem Jahr 1997.

## Entstehung und Veröffentlichung
Die Erstveröffentlichung von My Own Prison erfolgte am 24. Juni 1997 bei Blue Collar Records. Das Album erschien in seiner Originalausführung als CD mit zehn Titeln (Katalognummer: BCR-5066). Am 2. Dezember 2022 erschien das Album erstmals als LP-Ausführung bei Craft Recordings (Katalognummer: CR00495).
Geschrieben wurden alle Lieder gemeinsam von den beiden Creed-Mitgliedern Scott Stapp und Mark Tremonti. Für die Produktion zeichnete John Kurzweg verantwortlich.

## Titelliste
1. Torn (Scott Stapp, Mark Tremonti) – 6:23
2. Ode (Scott Stapp, Mark Tremonti) – 4:57
3. My Own Prison (Scott Stapp, Mark Tremonti) – 4:58
4. Pity for a Dime (Scott Stapp, Mark Tremonti) – 5:29
5. In America (Scott Stapp, Mark Tremonti) – 4:58
6. Illusion (Scott Stapp, Mark Tremonti) – 4:37
7. Unforgiven (Scott Stapp, Mark Tremonti) – 3:38
8. Sister (Scott Stapp, Mark Tremonti) – 4:56
9. What’s This Life For (Scott Stapp, Mark Tremonti) – 4:08
10. One (Scott Stapp, Mark Tremonti) – 5:02

Bonustitel (Australien und Japan)
1. Bound & Tied (Scott Stapp, Mark Tremonti) – 5:35

Bonustitel (Japan)
1. What's This Life For (Scott Stapp, Mark Tremonti) – 4:23 (Acoustic Alternate Take)

## Rezensionen
In der Zeitschrift Rock Hard etwa wurden 9 von 10 möglichen Punkten vergeben.
„Bei dem Florida-Quartett handelt es sich nicht um missionarisch beseelte Bibelfanatiker, sondern um eher spirituell veranlagte Zeitgenossen. Allen voran Frontmann Scott Stapp mit seinen voller Verzweiflung, Schmerz, Zerrissenheit und Schwermut, aber auch Inbrunst, Pathos, Glaube und Hoffnung vorgetragenen lyrischen Ergüssen. Daß Scotts eindringlich-melancholischer Gesang dabei ein ums andere Mal an Eddie Vedder (Pearl Jam), Scott Weiland (Stone Temple Pilots) und Layne Staley (Alice In Chains) erinnert und auch in puncto Songwriting Parallelen zu den genannten Grunge-Größen nicht von der Hand zu weisen sind, verzeiht man einer so jungen Band, die dermaßen unter die Haut gehende, nostalgische Musik kreiert, gerne. Und da CREED mit Songs wie der tieftraurigen Ballade What's This Life For, der nicht minder beklemmenden ersten Hit-Single My Own Prison, die Erinnerungen an Pearl Jams vielleicht besten Track Black aufkommen läßt, dem gefälligen Rocker One und dem Chains-mäßig groovenden 'Ode' zudem noch einige superbe Gassenhauer geschrieben haben, verdient es der Erstling der Jungs sogar, in einem Atemzug mit so fabelhaften Originalen wie Pearl Jams Ten, dem Core-Debüt der Pilots, Dirt von Alice In Chains und der Temple Of The Dog-Scheibe genannt zu werden.“

## Kommerzieller Erfolg

### Chartplatzierungen
| ChartsChartplatzierungen       | Höchstplatzierung | Wochen |
| ------------------------------ | ----------------- | ------ |
| Deutschland (GfK)              | 50 (9 Wo.)        | 9      |
| Österreich (Ö3)                | 14 (12 Wo.)       | 12     |
| Schweiz (IFPI)                 | 49 (1 Wo.)        | 1      |
| Vereinigte Staaten (Billboard) | 22 (112 Wo.)      | 112    |

### Auszeichnungen für Musikverkäufe
My Own Prison verkaufte sich laut Schallplattenauszeichnungen weltweit über 6,4 Millionen Mal. Es wurde unter anderem von der RIAA mit 6-fach-Platin ausgezeichnet und zählt zu den 100 meistverkauften Alben in den Vereinigten Staaten.
| Land/Region               | Auszeichnungen für Musikverkäufe (Land/Region, Auszeichnung, Verkäufe) | Verkäufe  |
| ------------------------- | ---------------------------------------------------------------------- | --------- |
| Kanada (MC)               | 3× Platin                                                              | 300.000   |
| Neuseeland (RMNZ)         | 7× Platin                                                              | 105.000   |
| Vereinigte Staaten (RIAA) | 6× Platin                                                              | 6.000.000 |
| Insgesamt                 | 16× Platin ·                                                           | 6.405.000 |